# Chrysocharis nitida
Chrysocharis nitida är en stekelart som beskrevs av Christer Hansson 1985. Chrysocharis nitida ingår i släktet Chrysocharis och familjen finglanssteklar. Inga underarter finns listade i Catalogue of Life.